# Milena Dvorská
Milena Dvorská, född 7 september 1938 i Prostejov, död 22 december 2009 i Prag, var en tjeckisk skådespelare.
Dvorská upptäcktes av skådespelaren Jan Werich vilket ledde till att hon fick en filmroll som prinsessa i den mycket populära sagofilmen Byl jednou jeden král... 1955. Hon studerade sedan drama 1956-1960 vid Akademie múzických umení v Praze.

## Filmografi, urval
- 1955 – Byl jednou jeden král...
- 1971 – Mord på hotell Excelsior
- 1976 – Marečku, podejte mi pero!
- 1978 – Hur man väcker prinsessor
- 1986 – Min lilla by